# 昂蒂布圍城戰
昂蒂布圍城戰發生於1746至1747年冬天，是奧地利王位繼承戰爭期間的一場圍城戰。由馬克西米連·尤利西斯·布勞恩指揮的奧薩聯軍入侵法國並圍攻法國地中海沿岸的昂蒂布。
儘管擁有英國海軍的支持，盟軍還是未能攻占該鎮。兩個月後，布勞恩的軍隊被迫解除圍困並越過邊境撤退到薩沃伊。